# Georgios Makridis
Georgios Makridis (* 3. Januar 2004) ist ein griechischer Fußballspieler.

## Karriere
Er begann mit dem Fußballspielen in der Jugendabteilung des SV Wehen Wiesbaden und durchlief dort alle Jugendmannschaften. Für seinen Verein bestritt er vier Spiele in der B-Junioren-Bundesliga, bei denen ihm zwei Tore gelangen. Er kam bei seinem Verein auch zu seinem ersten Einsatz im Profibereich in der 3. Liga, als er am 8. April 2023, dem 31. Spieltag, beim 2:1-Auswärtssieg gegen den VfB Oldenburg in der 90. Spielminute für Benedict Hollerbach eingewechselt wurde.